# Julus flavofasciatus
Julus flavofasciatus är en mångfotingart som beskrevs av Brandt 1841. Julus flavofasciatus ingår i släktet Julus och familjen kejsardubbelfotingar. Inga underarter finns listade i Catalogue of Life.